# Ma femme a des complexes
Pour plus de détails, voir Fiche technique et Distribution.
Ma femme a des complexes (Oh, Men! Oh, Women!) est un film américain de Nunnally Johnson sorti en 1957.

## Synopsis
Deux jours avant son mariage avec Myra Hagerman, Alan Coles, un psychiatre de New York, est réveillé en pleine nuit par Mildred Turner, une de ses patientes, qui se plaint de son mari qui la traiterait comme le personnage de Nora dans la pièce d'Ibsen Une maison de poupée. Le lendemain matin, Grant Cobbler, un autre de ses patients, force l'entrée de son cabinet et se dit envoûté par une femme, qu'il n'arrive pas à oublier, et lorsqu'il mentionne que son prénom est Myra, Alan arrête brutalement la consultation. Plus tard, il découvre que le mari de Mildred est lui aussi un ancien amoureux de Myra...

## Fiche technique
- Titre : Ma femme a des complexes
- Titre original : Oh, Men! Oh, Women!
- Réalisation : Nunnally Johnson
- Scénario : Nunnally Johnson d'après une pièce de Edward Chodorov
- Direction artistique : Maurice Ransford et Lyle R. Wheeler
- Décors : Stuart A. Reiss et Walter M. Scott
- Costumes : Charles Le Maire
- Photographie : Charles G. Clarke
- Son : Alfred Bruzlin, Harold A. Root
- Montage : Marjorie Fowler
- Musique : Cyril J. Mockridge et Hugo Friedhofer (non crédité)
- Production : Nunnally Johnson
- Société de production : 20th Century Fox
- Société de distribution : 20th Century Fox
- Pays de production :  États-Unis
- Langue : anglais
- Format : couleur (DeLuxe) — 35 mm — 2,35:1 (CinemaScope) — son Stéréo 4 pistes (Westrex Recording System)
- Genre : Comédie
- Durée : 90 minutes
- Dates de sortie : 
  - États-Unis 22 février 1957
  - France : 19 juin 1957

## Distribution
- Dan Dailey : Arthur Turner
- Ginger Rogers : Mildred Turner
- David Niven : Dr. Alan Coles
- Tony Randall : Cobbler
- Barbara Rush : Myra Hagerman
- Natalie Schafer : Mme Day
- Rachel Stephens : Miss Tacher
- John Wengraf : Dr. Krauss